# SV River Plate Aruba
Club Aruba River Plate mai bine cunoscut ca River Plate oh River este un club de fotbal din Aruba care a fost înființat în 1 februarie 1953. Clubul are sediul în Madiki, Oranjestad. și joacă pe Guiilermo P. Trinidad Stadion.  

## Palmares
Campionatul Național:
- 1993, 1997